# Belgisch warmbloedpaard

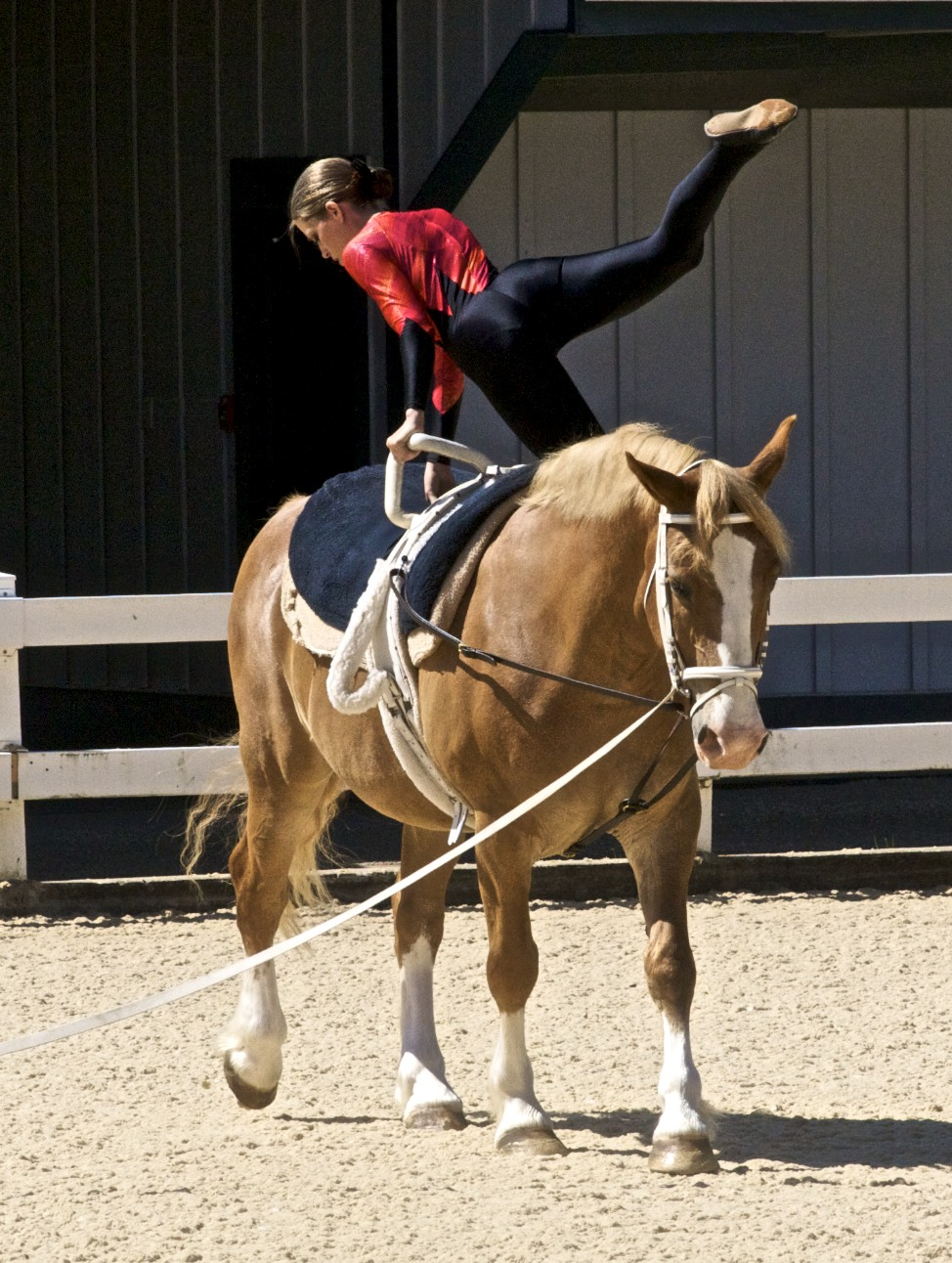
BWP als voltigeerpaard

Het Belgisch warmbloedpaard (BWP) is een Belgisch sportpaard dat geregistreerd wordt door de Vzw Belgisch Warmbloed Paard. Het is een jong, maar toch zeer succesvol paardenras dat ontstond uit kruisingen van diverse andere Europese paardenrassen.

## Geschiedenis
Het Belgisch warmbloedpaard is uniek in Europa omdat het niet stoelt op een oud inlands ras. Het stamboek kwam voort uit de Landelijke Ruiterij die in 1937 in Boezinge werd gesticht door kanunnik De Mey. Men stelde vast dat er een behoefte was aan een geschikt sportpaard voor de landelijke ruiters. Het stamboek werd twintig jaar later, in 1955, opgericht onder de naam 'vzw Nationale Fokvereniging van het Landbouwrijpaard'.
Voordien werden de toernooien gereden met gewone trekpaarden omdat het in België tot 1954 verboden was om landbouwrijpaarden te veredelen om rijpaarden te fokken waarmee ook in het weekend kon worden gereden. Door het opheffen van het verbod werd de weg vrijgemaakt voor een veelzijdiger recreatiepaard. De naam 'landbouwrijpaard' verdween en werd vervangen door 'Belgisch Warmbloed Paard'. Vandaag de dag staat dit paard wereldwijd bekend als BWP.
De eerste BWP-fokkers moesten vanaf het nulpunt beginnen, er was geen traditie in het fokken van een typisch warmbloed rijpaard en misschien ligt hierin wel de sleutel tot het grote succes van de BWP. Men was vrij om buiten de grenzen te zoeken naar het allerbeste genetische materiaal om te komen tot een superieur sportpaard. Men probeerde aanvankelijk de fokkerij te starten met warmbloedpaarden uit Gelderland (Gelders paard), Normandië en Hannover (Hannoveraan). Uit Hannover haalden de gebroeders Deuss eerst de hengst Flügel, later Lugano. Marcel Van Dijck importeerde de driejarige Holsteiner-hengst Codex.
Deze smeltkroes van de belangrijkste Europese bloedlijnen met een bestand van amper enkele duizenden fokmerries staat nu al decennialang garant voor paarden waar sportruiters naar op zoek zijn. Het stamboek is gevestigd in Oud-Heverlee. In Noord-Amerika bevindt zich ook een stamboek dat de BWP registreert.
Een vergelijkbaar stamboek voor warmbloedpaarden in België is Stud-Book sBs. Dit stamboek registreert de meeste warmbloedpaarden in het zuiden van België en heeft een vergelijkbare geschiedenis.

## Kenmerken
Omdat het een open stamboek betreft, waar paarden eerder op grond van hun prestaties dan op grond van hun uiterlijke kenmerken of afkomst worden toegelaten, is het moeilijk algemene raskenmerken te noemen. Het meest opvallende kenmerk is: geschiktheid voor de internationale topsport. Alle kleuren zijn toegestaan. Er is een strenge selectie op gezondheid en vitaliteit. Het karakter dient evenwichtig te zijn zodat de paarden zowel door vrijetijdsruiters als door professionele sporters te gebruiken zijn. Het ras is zeer vergelijkbaar met KWPN.

## Kwaliteit
In de World Breeding Federation for Sporthorses is het BWP niet meer weg te denken uit de eerste gelederen van het klassement. Uit de BWP-lijnen zijn veel wereldpaarden geboren die de faam van het Belgische Warmbloed Paard steeds weer hebben bevestigd op de grootste internationale concoursen. 
Hoewel het stamboek van het Belgisch Warmbloed Paard tot kleinste van de warmbloedstamboeken behoort, staat BWP in het klassement van deze stamboeken in de internationale top vijf. BWP-paarden vindt men in alle disciplines van de paardensport. De eigen en de door BWP goedgekeurde hengsten doen het uitzonderlijk goed in de internationale sport. In de top van de springsport overtreffen de BWP-hengsten de dekhengsten van vele andere stamboeken.
Voorbeeld van een zeer succesvolle BWP hengst is Darco (1980-2006). Hij behaalde tussen 1988 en 1993 een indrukwekkende reeks overwinningen met ruiter Ludo Philippaerts en leeft voort in zijn grote schare van nakomelingen.

## Afbeeldingen

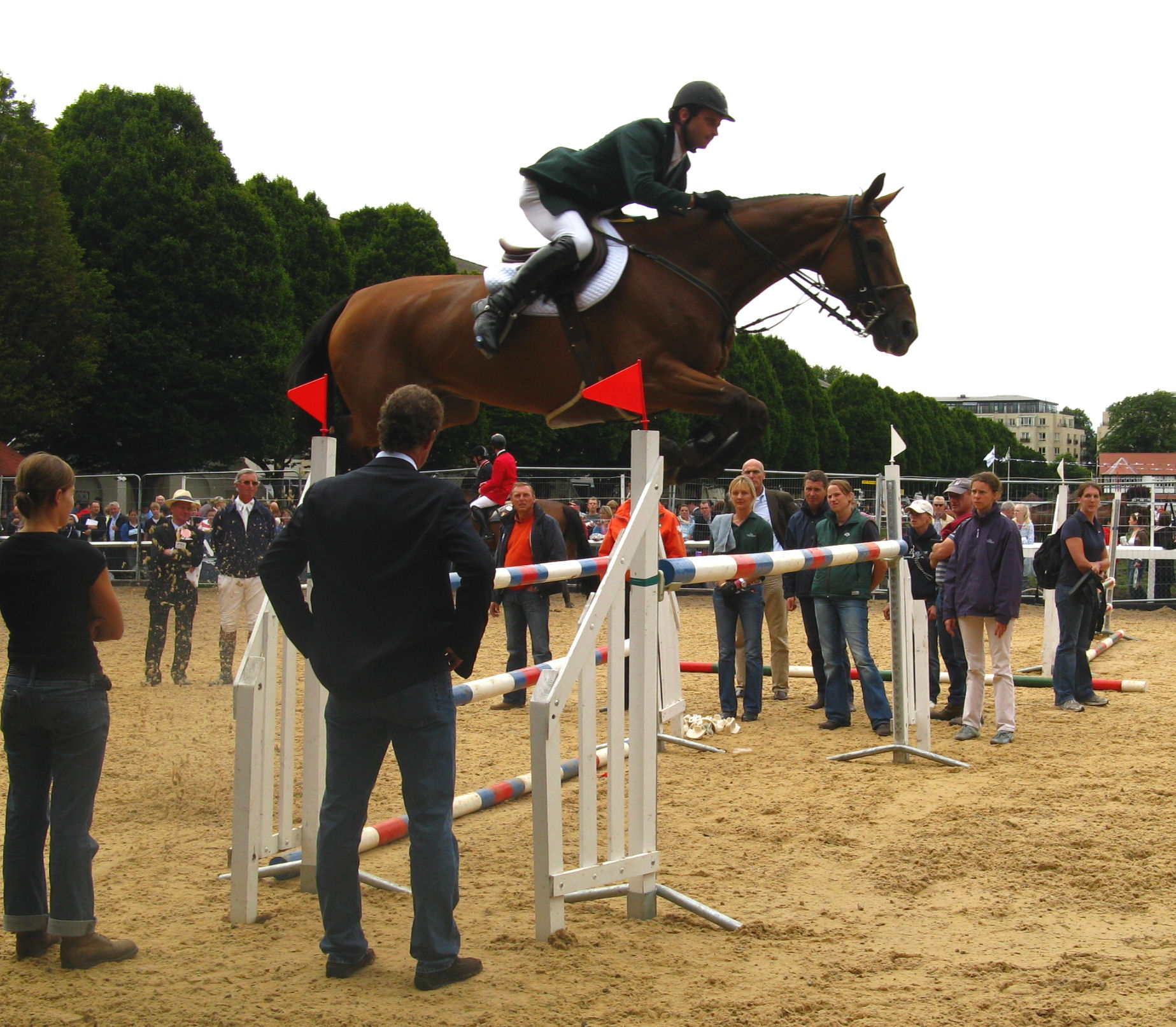
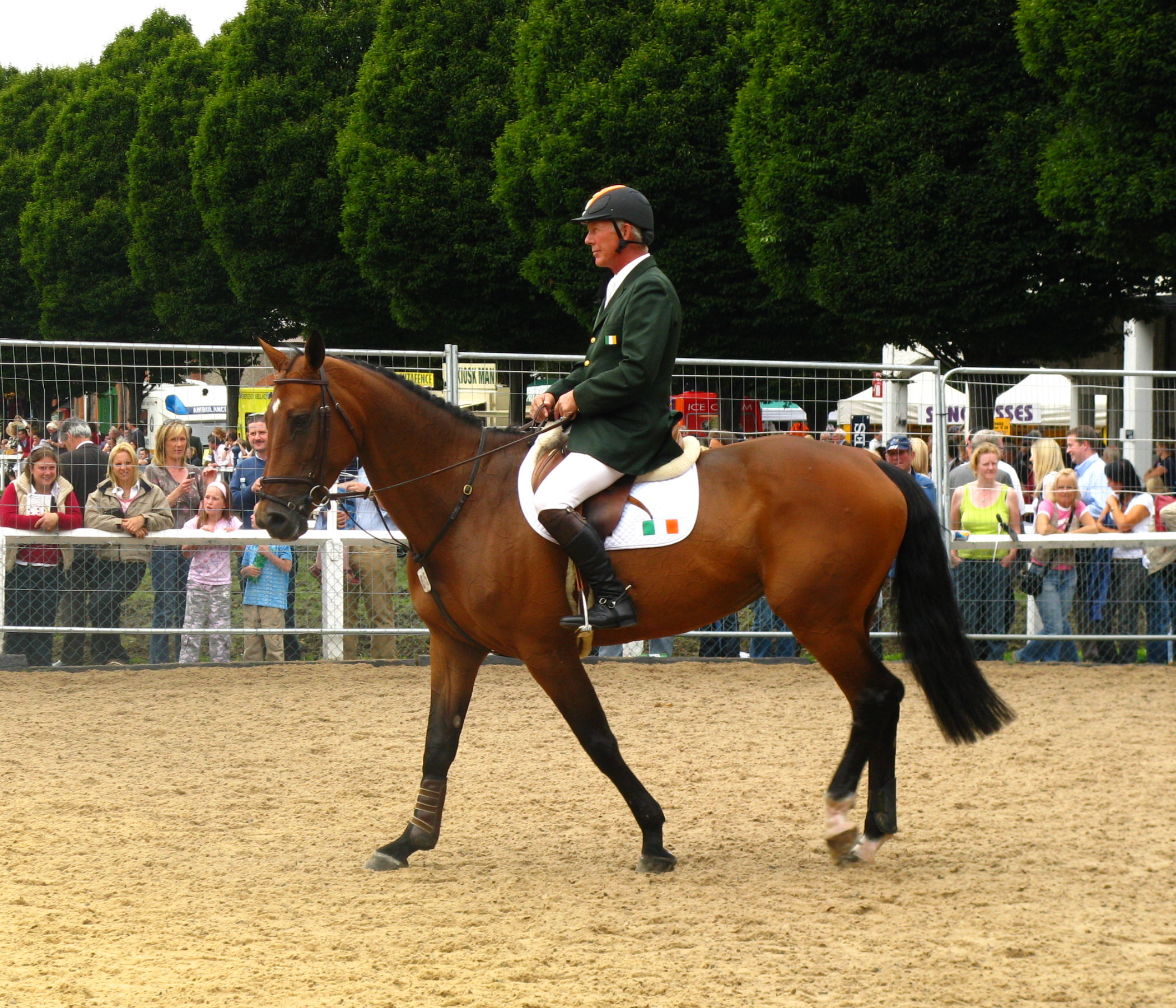
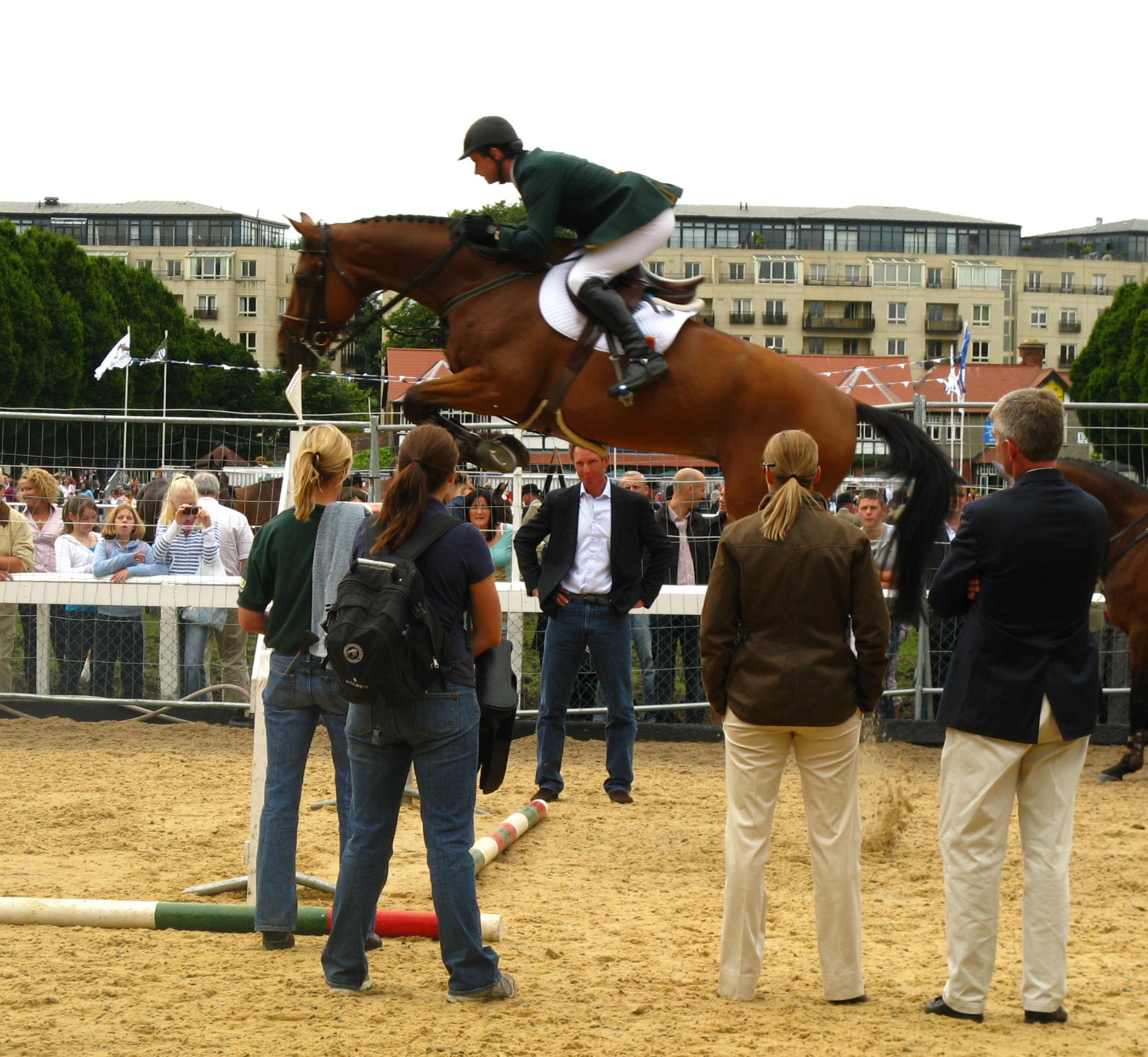